# Högkostnadskredit
Högkostnadskredit är i Sverige ett lån, en kredit som har en effektiv ränta som  uppgår till referensräntan plus 30 procentenheter. Sedan hösten 2019 innebär detta att en kredit i praktiken har en effektiv ränta på minst 30%. begreppet finns med i en svensk lag om detta från 2018 den 1 september. Anledningen till att denna lag skapades, var att regeringen ville att företagarna skulle bli tydligare med sin information. 
Regeringen ville åstadkomma en mer ansvarsfull kreditmarknad för snabba krediter (till exempel SMS-lån) och andra krediter med höga räntor och andra avgifter. Främst för att minska risken för att individer med mindre marginaler i deras privatekonomi ska hamna i överskuldsättning. Det blev också ett krav att de dyra krediterna märks med en varningstriangel och även en text som ska informera konsumenten om att detta är en högkostnadskredit. 

## Laglig reglering
Konsumentkreditlag (2010:1846), Ikraft: 2011-01-01

Förordning om näringsidkares upplysningsskyldighet vid marknadsföring av högkostnadskrediter - Ändring, SFS 2018:479, Ikraft: 2018-05-15
högkostnadskredit: en kredit med en effektiv ränta som minst 
uppgår till referensräntan enligt 9 § räntelagen (1975:635) 
med ett tillägg av 30 procentenheter och som inte 
huvudsakligen avser kreditköp eller är en bostadskredit

Ändringshistorik konsumentkreditlag 
- Ändring, SFS 2012:69, Ikraft: 2012-03-01
- Ändring, SFS 2014:17, Ikraft: 2014-06-13
- Ändring, SFS 2014:276, Ikraft: 2014-07-01
- Ändring, SFS 2016:573, Ikraft: 2016-07-01
- Ändring, SFS 2016:1031, Ikraft: 2017-01-01
- Ändring, SFS 2018:479, Ikraft: 2018-05-15
- Ändring, SFS 2018:1322, Ikraft: 2018-09-01
- Ändring, SFS 2018:2028, Ikraft: 2019-01-01